# Čifáre
Čifáre – wieś i gmina (obec) w powiecie Nitra, w kraju nitrzańskim na Słowacji. Znajduje się na południowy wschód od Nitry, nad prawym brzegiem Telinskiego potoku (Telinský potok) na Nizinie Naddunajskiej. 